# Gau-Weinheim
Gau-Weinheim es un municipio situado en el distrito de Alzey-Worms, en el Estado federado de Renania Palatinado (Alemania). Tiene una población estimada, a fines de 2019, de 602 habitantes.
Está ubicado al este del Estado, a poca distancia al norte de la ciudad de Worms, al sur de Maguncia —la capital del Estado— y al oeste del río Rin, que lo separa del Estado de Hesse.